# Robert Edmiston, Baron Edmiston
Robert Norman Edmiston, Baron Edmiston (* 6. Oktober 1946) ist ein britischer Automobilhandelsunternehmer und Philanthrop, der in den West Midlands lebt. Er hat eine Reihe von Wohltätigkeitsorganisationen, insbesondere im religiösen und Bildungsbereich, gegründet.
Bob Edmiston wurde Millionär durch seine Firmen IM Group, einem Fahrzeugimporteur und IM Properties. 1974 war er CFO des Sportwagenherstellers Jensen Motors. Mit seiner Abfindung von 6000 £, die er nach dem Konkurs des Unternehmens erhielt, gründete er International Motors die die Rechte für Subaru und Isuzu im Vereinigten Königreich erwarb. Er erweiterte die Geschäftsfelder später in Kredit- und Fahrzeugfinanzierung. In der Sunday Times Rich List 2023 der reichsten Briten steht er auf Platz 162 mit einem geschätzten Vermögen von 1.097 Milliarden Pfund. Die IM Group wird nun von seinem Sohn Andrew Edmiston geführt.

## Wohltätige Aktivitäten
Edmiston ist evangelikaler Christ und hat große Beträge an von ihm begründete Wohltätigkeitsorganisationen gespendet.
1988 gründete er Christian Vision, eine große Wohltätigkeitsorganisation, die ihren Sitz in Coleshill (Warwickshire) hat.

### Förderung des Erziehungswesens
Mittels zweier Wohltätigkeitsorganisationen ist er Sponsor von drei weiterführenden Schulen innerhalb des Academy-Programms, der Grace Academy Coventry, der Grace Academy Solihull und der Grace Academy Darlaston und er ist Vorstand aller drei Akademien. Edmiston zahlte 2 Millionen Pfund, um jede Akademie zu sponsern.
Die Akademien vertreten ein christliches Ethos. Am 20. August 2013 gehörten die Akademien zu einer Gruppe von Schulen, die von der Zeitung The Independent und der British Humanist Association genannt wurden, da sie Richtlinien verfolgen die dem Wortlaut des aufgehobenen Anti-Homosexuellen-Gesetzes Abschnitt 28 ähneln.

### Kritik
Im Jahr 2007 wurde bekannt, dass die Grace Academy in Solihull Verträge im Wert von 281.000 Pfund über zwei Jahre an die IM Group für die Gehaltsabrechnung und andere „Verwaltungsdienstleistungen“ vergeben hatte, ohne eine Ausschreibung durchzuführen. Die Schule spendete außerdem 53.000 Pfund über einen Zeitraum von zwei Jahren an Christian Vision. Daraufhin behauptete Edmiston, dass die Schule nicht in der Lage sei, Löhne zu zahlen, und dass er ein Mitglied von Christian Vision mit der Verwaltung des Projekts zum Selbstkostenpreis beauftragt habe. Sarah Teather, die damalige bildungspolitische Sprecherin der Liberaldemokraten, erklärte jedoch, dass das Fehlen von Ausschreibungen besorgniserregend sei und dass das Fehlen einer angemessenen Regulierung Schlupflöcher für skrupellose Geschäftemacher schaffen würde.
Bis 2014 hatten die drei Schulen mehr als eine Million Pfund an Unternehmen gezahlt, die Edmiston, Verwaltern der Akademie oder deren Verwandten gehörten. Ein Unternehmen, welches Edmistons Schwager Gary Spicer gehört, erhielt über sechs Jahre hinweg mehr als 367.000 Pfund für Beratungsleistungen, während die von Edmiston gegründeten Wohltätigkeitsorganisationen mehr als 170.000 Pfund erhielten. Der Direktor für Unternehmensentwicklung der Akademie erklärte daraufhin, die Unternehmen hätten die Entwicklung der Akademie finanziert und Büroräume zur Verfügung gestellt. Die Zahlungen – unter anderem für Beratungshonorare, IT-Beratung und juristische Dienstleistungen – gaben Anlass zu der Befürchtung, dass das Bildungsministerium die Konten der Schulen nicht genau genug überwacht. Der Schattenschulminister Kevin Brennan sagte, es sei „zutiefst besorgniserregend, dass so viel Geld des Steuerzahlers in den Taschen von Direktoren und Treuhändern von Akademienketten landet“ und dass die Regierung dem Schutz öffentlicher Gelder dringend Vorrang vor der Expansionsrate geben müsse.

## Politik
Er war Unterstützer der Conservative Party, die er mit einem 2-Millionen-£-Kredit unterstützte, der später in eine Spende umgewandelt wurde.
Er gehörte zu den Geschäftsleuten hinter Midlands Industrial Council, einer Politkampagnenorganiastion der Conservative Party-
2005 berichtete The Times dass er als einer der neuen Peers vorgesehen sei;, jedoch wurde seinen Ernennung überschattet vom „Cash for Peerages“-Skandal und wurde von der Ernennungskommission des  House of Lords blockiert. Auch das Finanzamt lehnte seine Ernennung zum Peer wegen eines Steuerstreits mit der IM Group ab.
Am 14. Januar 2011 wurde Edmiston mit dem Titel Baron Edmiston, of Lapworth in the County of Warwickshire, zum Life Peer ernannt und damit Mitglied des House of Lords für die Conservative Party. In der Oberhausdebatte über die Homo-Ehe am 3. Juni 2013 sprach sich Lord Edmiston gegen die Homo-Ehe aus mit der Begründung, dass sie zu anderen Formen der Ehe führen könnte.
Am 22. Juli 2015 trat er gemäß den Regelungen des House of Lords Reform Act 2014 freiwillig in den Ruhestand und schied aus dem House of Lords aus.